# RNF121
RNF121 (англ. Ring finger protein 121) – білок, який кодується однойменним геном, розташованим у людей на 11-й хромосомі. Довжина поліпептидного ланцюга білка становить 327 амінокислот, а молекулярна маса — 37 882.
| 10         |  | 20         |  | 30         |  | 40         |  | 50         |
| ---------- |  | ---------- |  | ---------- |  | ---------- |  | ---------- |
| MAAVVEVEVG |  | GGAAGERELD |  | EVDMSDLSPE |  | EQWRVEHARM |  | HAKHRGHEAM |
| HAEMVLILIA |  | TLVVAQLLLV |  | QWKQRHPRSY |  | NMVTLFQMWV |  | VPLYFTVKLH |
| WWRFLVIWIL |  | FSAVTAFVTF |  | RATRKPLVQT |  | TPRLVYKWFL |  | LIYKISYATG |
| IVGYMAVMFT |  | LFGLNLLFKI |  | KPEDAMDFGI |  | SLLFYGLYYG |  | VLERDFAEMC |
| ADYMASTIGF |  | YSESGMPTKH |  | LSDSVCAVCG |  | QQIFVDVSEE |  | GIIENTYRLS |
| CNHVFHEFCI |  | RGWCIVGKKQ |  | TCPYCKEKVD |  | LKRMFSNPWE |  | RPHVMYGQLL |
| DWLRYLVAWQ |  | PVIIGVVQGI |  | NYILGLE    |  |            |  |            |

A: Аланін

C: Цистеїн

D: Аспарагінова кислота

E: Глутамінова кислота

F: Фенілаланін

G: Гліцин

H: Гістидин

I: Ізолейцин

K: Лізин

L: Лейцин

M: Метіонін

N: Аспарагін

P: Пролін

Q: Глутамін

R: Аргінін

S: Серин

T: Треонін

V: Валін

W: Триптофан

Задіяний у таких біологічних процесах, як ацетилювання, альтернативний сплайсинг. 
Білок має сайт для зв'язування з іонами металів, іоном цинку. 
Локалізований у мембрані.